# Parabomis
Parabomis es un género de arañas cangrejo de la familia Thomisidae.

## Especies
- Parabomis elsae Dippenaar-Schoeman & Foord, 2020
- Parabomis levanderi Kulczyński, 1901
- Parabomis martini Lessert, 1919
- Parabomis megae Dippenaar-Schoeman & Foord, 2020
- Parabomis pilosa Dippenaar-Schoeman & Foord, 2020
- Parabomis wandae Dippenaar-Schoeman & Foord, 2020